# Joe Harris (attore)
Joe Harris (Lewiston, 11 gennaio 1870 – Hollywood, 11 giugno 1953) è stato un attore statunitense attivo a Hollywood all'epoca del muto che, tra il 1913 e il 1923, apparve in circa un centinaio di film, molti dei quali western, spesso diretto da John Ford.
Sovente interpretò ruoli da villain in contrapposizione a Harry Carey, uno dei primi cowboy star dello schermo.

## Filmografia
- The Shadow of Nazareth, regia di Arthur Maude – cortometraggio (1913)
- A Florentine Tragedy, regia di J. Farrell MacDonald – cortometraggio (1913)
- Withering Roses, regia di Harry A. Pollard – cortometraggio (1914)
- The Bride of Lammermoor – cortometraggio (1914)
- Fooling Uncle, regia di Harry A. Pollard – cortometraggio (1914)
- Bess, the Outcast, regia di Harry A. Pollard – cortometraggio (1914)
- Sally's Elopement, regia di Harry A. Pollard – cortometraggio (1914)
- Mary Magdalene – cortometraggio (1914)
- The Wife, regia di Harry A. Pollard – cortometraggio (1914)
- The Sacrifice, regia di Harry A. Pollard – cortometraggio (1914)
- The Professor's Awakening, regia di Harry A. Pollard – cortometraggio (1914)
- Italian Love, regia di Harry A. Pollard – cortometraggio (1914)
- Elsie Venner, regia di J. Farrell MacDonald – cortometraggio (1914)
- The Peacock Feather Fan, regia di Harry A. Pollard – cortometraggio (1914)
- Retribution, regia di Harry A. Pollard – cortometraggio (1914)
- Mlle. La Mode, regia di Harry A. Pollard – cortometraggio (1914)
- The Man Who Came Back, regia di Henry Harrison Lewis – cortometraggio (1914)
- Eugenics Versus Love, regia di Harry A. Pollard – cortometraggio (1914)
- Her Heritage, regia di Harry A. Pollard – cortometraggio (1914)
- The Courting of Prudence, regia di Harry A. Pollard – cortometraggio (1914)
- Jane, the Justice, regia di Harry A. Pollard – cortometraggio (1914)
- The Dream Ship, regia di Harry A. Pollard – cortometraggio (1914)
- The Tale of a Tailor, regia di Harry A. Pollard – cortometraggio (1914)
- Via the Fire Escape, regia di Harry A. Pollard – cortometraggio (1914)
- The Other Train, regia di Harry A. Pollard – cortometraggio (1914)
- A Joke on Jane, regia di Harry A. Pollard – cortometraggio (1914)
- A Suspended Ceremony, regia di Harry A. Pollard – cortometraggio (1914)
- Suzanna's New Suit, regia di Harry A. Pollard – cortometraggio (1914)
- The Silence of John Gordon, regia di Harry A. Pollard – cortometraggio (1914)
- Susie's New Shoes, regia di Harry A. Pollard – cortometraggio (1914)
- The Only Way, regia di Harry A. Pollard – cortometraggio (1914)
- Caught in a Tight Pinch, regia di Harry A. Pollard – cortometraggio (1914)
- The Legend of Black Rock, regia di Harry A. Pollard – cortometraggio (1914)
- Nieda, regia di Harry A. Pollard – cortometraggio (1914)
- Winsome Winnie – cortometraggio (1914)
- Dad and the Girls – cortometraggio (1914)
- A Rude Awakening – cortometraggio (1914)
- The Tightwad – cortometraggio (1914)
- Motherhood, regia di Harry A. Pollard – cortometraggio (1914)
- When Queenie Came Back, regia di Harry A. Pollard – cortometraggio (1914)
- Cupid and a Dress Coat – cortometraggio (1914)
- Limping Into Happiness – cortometraggio (1914)
- Her Younger Sister, regia di Frank Cooley – cortometraggio (1914)
- Brass Buttons, regia di William Desmond Taylor – cortometraggio (1914)
- Love Knows No Law, regia di Frank Cooley – cortometraggio (1914)
- In the Vale of Sorrow, regia di Frank Cooley – cortometraggio (1915)
- The Spirit of Giving, regia di Frank Cooley – cortometraggio (1915)
- A Girl and Two Boys, regia di Frank Cooley – cortometraggio (1915)
- Evan's Lucky Day, regia di Frank Cooley – cortometraggio (1915)
- Which Would You Rather Be?, regia di Frank Cooley – cortometraggio (1915)
- Mrs. Cook's Cooking, regia di Frank Cooley – cortometraggio (1915)
- The Happier Man, regia di Frank Cooley – cortometraggio (1915)
- The Constable's Daughter, regia di Frank Cooley – cortometraggio (1915)
- The Haunting Memory, regia di Frank Cooley – cortometraggio (1915)
- The Doctor's Strategy, regia di Frank Cooley – cortometraggio (1915)
- In the Mansion of Loneliness, regia di Frank Cooley – cortometraggio (1915)
- When the Fire Bell Rang, regia di Frank Cooley – cortometraggio (1915)
- The First Stone, regia di Frank Cooley – cortometraggio (1915)
- Persistence Wins, regia di Frank Cooley – cortometraggio (1915)
- The Castle Ranch, regia di Henry Otto – cortometraggio (1915)
- Oh, Daddy!, regia di Frank Cooley – cortometraggio (1915)
- No Quarter, regia di Frank Cooley – cortometraggio (1915)
- The Face Most Fair, regia di Frank Cooley – cortometraggio (1915)
- Dreams Realized, regia di Frank Cooley – cortometraggio (1915)
- The Soul of the Vase, regia di William Desmond Taylor – cortometraggio (1915)
- The Girl from His Town, regia di Harry A. Pollard (1915)
- The Dragon, regia di Harry A. Pollard (1916)
- The Pearl of Paradise, regia di Harry Pollard (1916)
- The Devil's Assistant, regia di Harry Pollard (1917)
- The Girl Who Couldn't Grow Up, regia di Harry A. Pollard (1917)
- Humdrum Brown, regia di Rex Ingram (1918)
- Indemoniato (Hell Bent), regia di John Ford (1918)
- Tre uomini a cavallo (Three Mounted Men), regia di John Ford (1918)
- Lotta per amore (A Fight for Love), regia di John Ford (1919)
- A pugni nudi (Bare Fists), regia di John Ford (1919)
- I cavalieri della vendetta (Riders of Vengeance), regia di John Ford (1919)
- I proscritti di Poker Flat (The Outcasts of Poker Flat), regia di John Ford (1919)
- L'asso della sella (Ace of the Saddle), regia di John Ford (1919)
- Il cavaliere della legge (Rider of the Law ), regia di John Ford (1919)
- Pistola conto gentiluomo (A Gun Fightin' Gentleman), regia di John Ford (1919)
- Uomini segnati (Marked Men), regia di John Ford (1919)
- Overland Red, regia di Lynn Reynolds (1920)
- Bullet Proof, regia di Lynn Reynolds (1920)
- Human Stuff, regia di Reeves Eason (1920)
- Ostacoli (Hitchin' Posts), regia di John Ford (1920)
- The White Rider, regia di William James Craft (1920)
- Sundown Slim, regia di Val Paul (1920)
- Sbaragliare la concorrenza (The Freeze-Out)
- Un fracco di botte (The Wallop), regia di John Ford (1921)
- Red Courage, regia di Reeves Eason (1921)
- A colpo sicuro (Sure Fire), regia di John Ford (1921)
- Pardon My Nerve!, regia di Reeves Eason (1922)
- The Bear Cat, regia di Edward Sedgwick (1922)
- For Big Stakes, regia di Lynn Reynolds (1922)
- The Loaded Door, regia di Harry A. Pollard (1922)
- Il canyon dei pazzi (Canyon of the Fools), regia di Val Paul (1923)
- Crashin' Thru, regia di Val Paul (1923)